# Dům U Bílého věnce
Dům U Bílého věnce je gotická, později novorenesančně přestavěná budova na Ovocném trhu ve Starém městě. Sousedí s domem U Zlatého supa a domem U Bodů.

## Popis

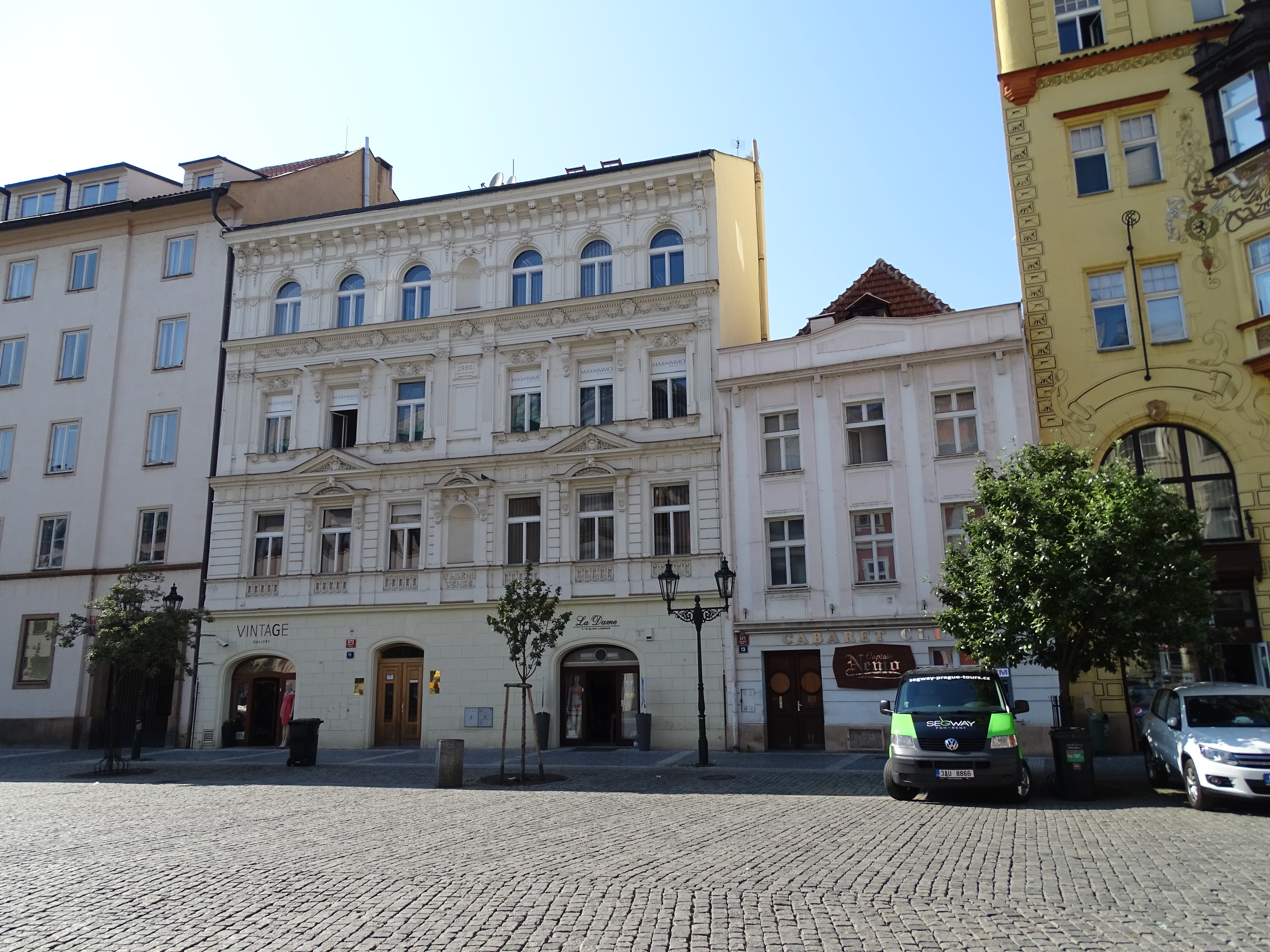
Dům U Bílého věnce a dům U Bodů na Ovocném trhu

Budova má celkem pět podlaží - podzemí, přízemí a tři patra. Každé patro má šest oken - tři napravo a tři nalevo. V přízemí jsou celkem tři dveře, z nichž každé vypadají jinak. Fasáda je bohatě zdobená. Střecha je sedlová s hřebenem rovnoběžným s náměstím.
Dům sestává ze tří částí - hlavní budovy, malého křídla a novodobého přízemního přístavku. Za hlavní budovou se nachází malý dvorek. Plocha půdorysu je 265 m².
Ve všech pěti podlažích budovy, včetně podzemí se zasedací místností a klenbou, se nacházejí kancelářské prostory. V přízemí se nachází obchod a kavárna.

## Historie
Dům je, stejně jako sousední dům U Bodů, původně gotický. Později byl renesančně, barokně a klasicistně přestavěn, nynější podoba je novorenesanční z roku 1890.